# 학원묵시록
《학원묵시록》(일본어: 学園黙示録)은 일본의 작가 사토 다이스케와 사토 쇼우지 원작의 공포만화이다. 2006년 만화잡지에 첫 연재를 시작하였으나 2010년 연재 중단에 들어갔고 그 해에 동명(同名)의 애니메이션이 리메이크되어 방송된 적이 있다. 부제로 'HIGH SCHOOL OF THE DEAD(약칭 : H.O.T.D)라고도 한다.

## 개요
2006년 일본의 만화잡지 월간 '드래곤 에이지'에서 연재를 시작하였다가 2010년 작가의 본인 사정으로 연재 중단에 들어가게 되었으며 동년에 애니메이션으로 리메이크화되어 TV 애니메이션으로 방영을 하였고 학교를 배경으로 하여 '좀비'라는 개체를 통해서 인간과 좀비의 혈투 등을 그려낸 공포 애니메이션이기도 하다.
한국에서는 현재 서울문화사가 한국어 번역판을 출간하여 '19세 미만 구독불가' 등급 판정하에 발행하고 있고 애니메이션은 2010년 7월 애니플러스가 '19세 이상 시청가' 등급판정하에 일본어 녹음에 한글 자막을 덧붙여서 한일간 동시방영을 하였다.

## 줄거리
어느 때보다 평화로워 보이는 학교인 '후지미 고등학교'에 이상한 사나이가 학교 교문을 두드리게 되고 이에 학교 체육교사가 그를 저지하려 하자 바로 팔을 물어뜯게 되었는데 그 사나이는 인간이 아닌 '좀비'였던 것으로 밝혀지게 되었고 좀비들의 습격으로 학교는 난장판이 되고 만다. 이 학교에 다니는 남학생 '코무로 타카시'는 사태의 심각함을 인식하고 자신의 친구(히사시)의 여자 친구인 '미야모토 레이'를 데리고 학교를 탈출하게 된다. 그러나 이미 학교는 '놈들' 이라 불리는 좀비들이 점령하여 사실상 불능 상태가 되었는데....

## 논란
이 작품 에피소드 내용 중 5화 부분에서는 대한민국의 배우인 배용준을 바탕으로 한 좀비 캐릭터가 등장했고 이 캐릭터가 저격당하는 대목이 포함되어 있었는데 이 부분을 두고 한국에서는 배용준을 겨냥한 일본의 혐한류(嫌韓流) 주장이 아닌가하는 추측이 있었으며 한국 언론에서도 이에 대한 내용을 기사화 한 적이 있었다. 한편 배용준 본인과 소속사측은 실제로 애니메이션 제작사 및 제작진을 상대로 인신공격 및 명예훼손죄 관련 법적소송을 걸지 않은 것으로 알려졌다. 